# فرانسوا جيرار

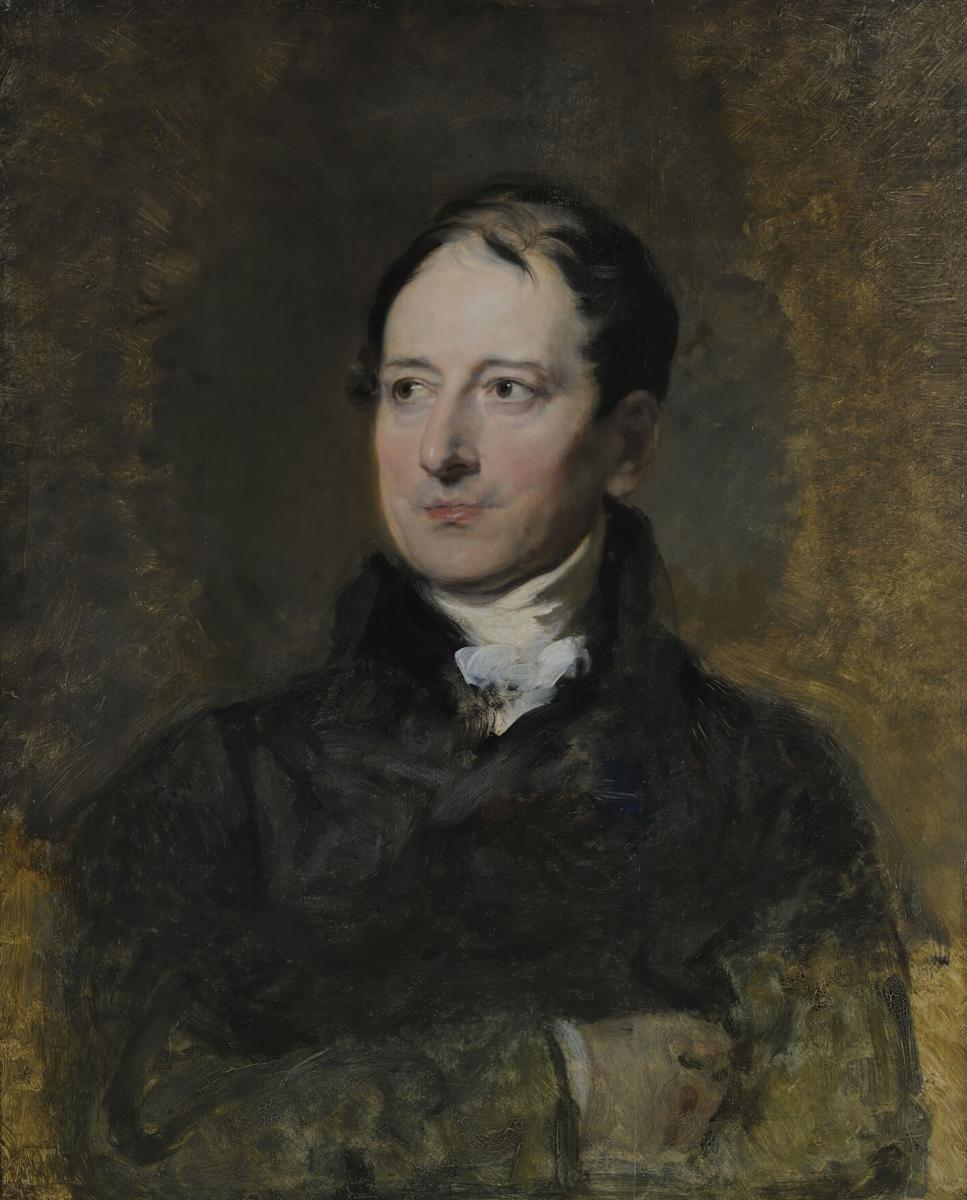
فرانسوا جيرار في الرابعة والخمسين من عمره. بريشة السير توماس لورنس

فرانسوا باسكال سيمون (بالفرنسية: François Pascal Simon) أو البارون جيرار (4 مايو 1770 ـ 11 يناير 1837) هو رسام فرنسي، ولد في روما لأم إيطالية وأب يشغل منصبًا في منزل السفير الفرنسي. تتلمذ في الفن على أغوستان باجو ونيكولا-غي برينيه وجاك لوي دافيد.

## فنه
برع جيرار في فن البورتريه، ورسم عددًا من أبرز شخصيات عصره، في مقدمتهم نابليون بونابرت وزوجته، ونال العديد من التكريمات، من بينها لقب بارون الإمبراطورية سنة 1809، وعضوية المعهد الفرنسي في 7 مارس 1812، ووسام جوقة الشرف من رتبة ضابط. من أشهر تلاميذه الفنان الألماني هاينريش كريستوف كولبه.

## وفاته
توفي جيرار في 11 يناير 1837، بعد حمى أصابته لمدة ثلاثة أيام.

## أعمال مختارة

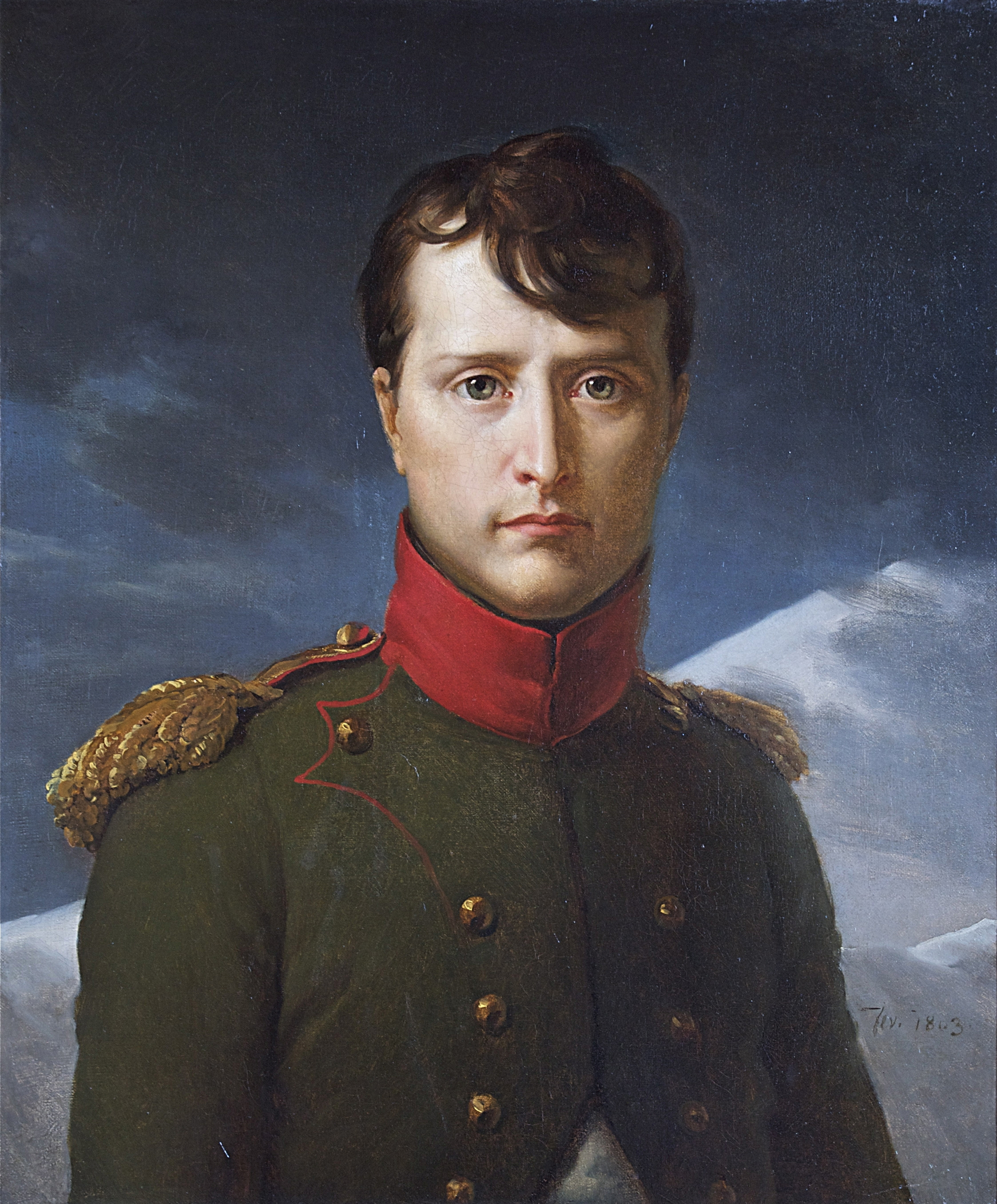
نابليون بونابرت في منصب القنصل الأول، فبراير 1803
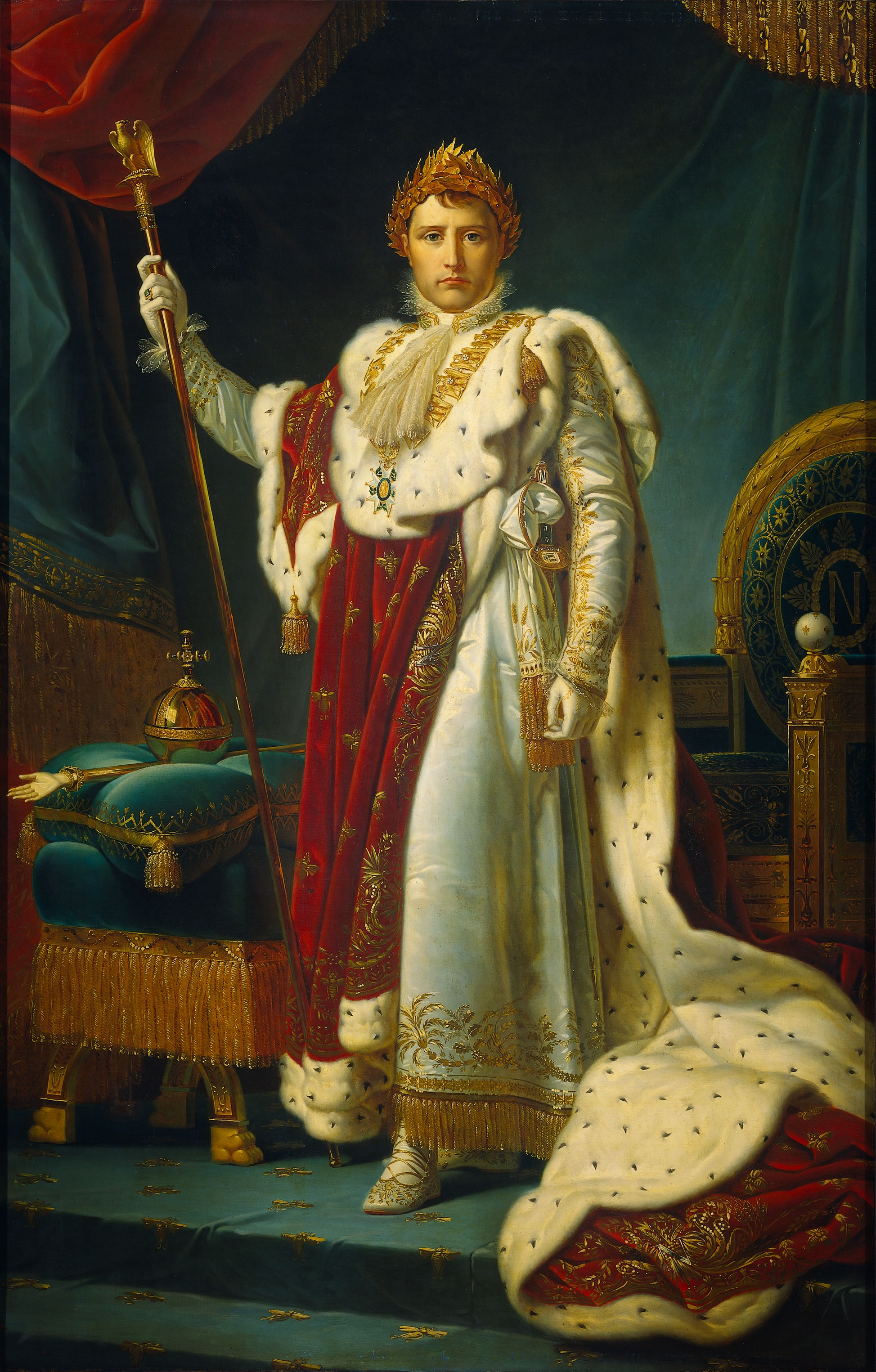
بورتريه للإمبراطور نابليون الأول
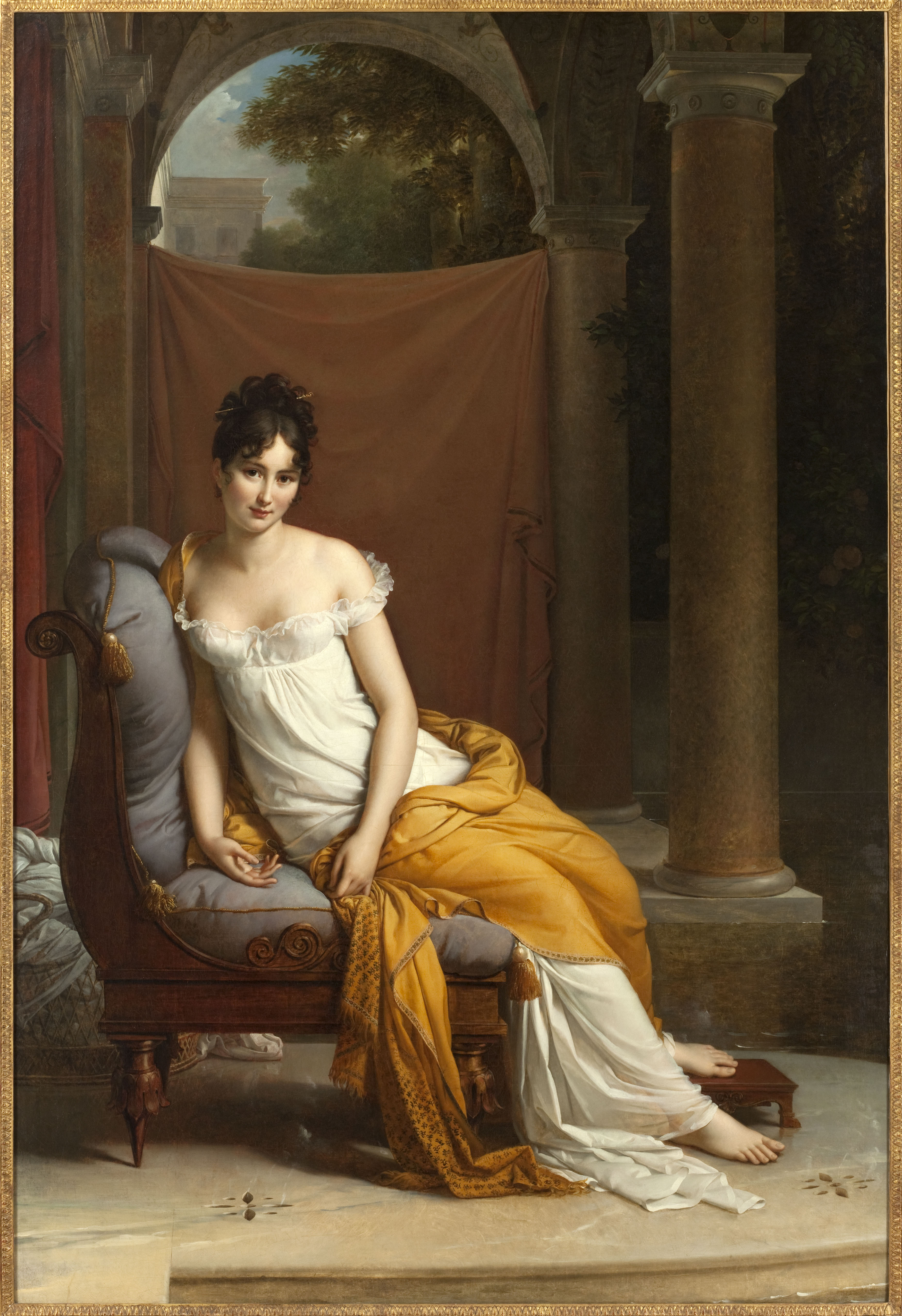
مدام ريكامييه
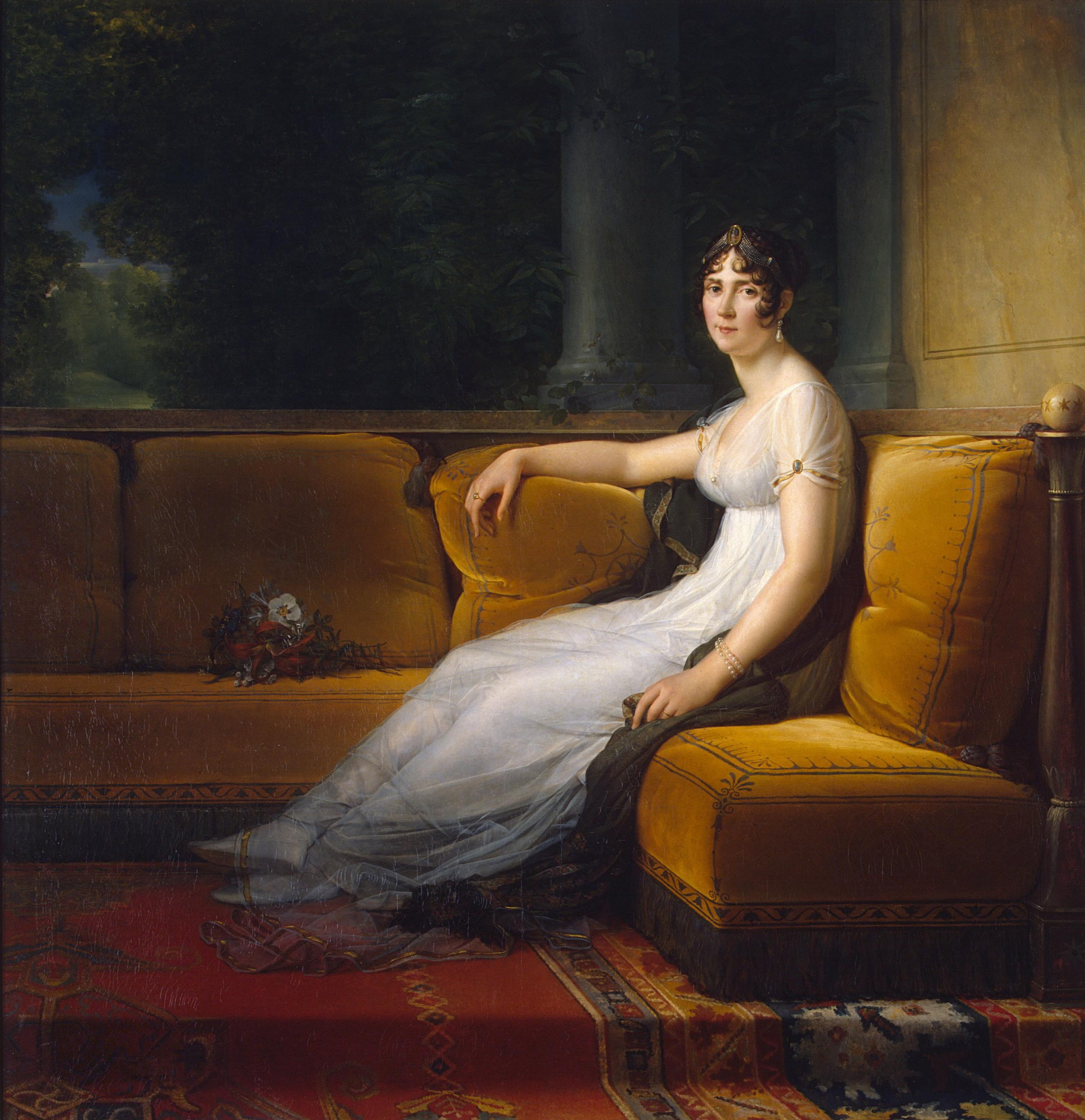
بورتريه للإمبراطورة جوزفين
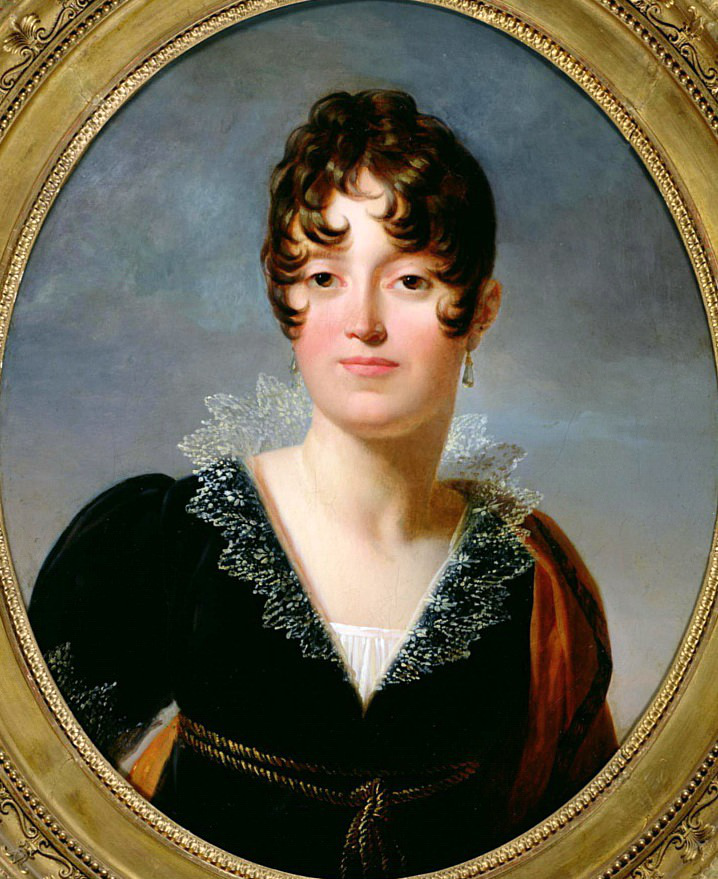
ديزيريه كلاري
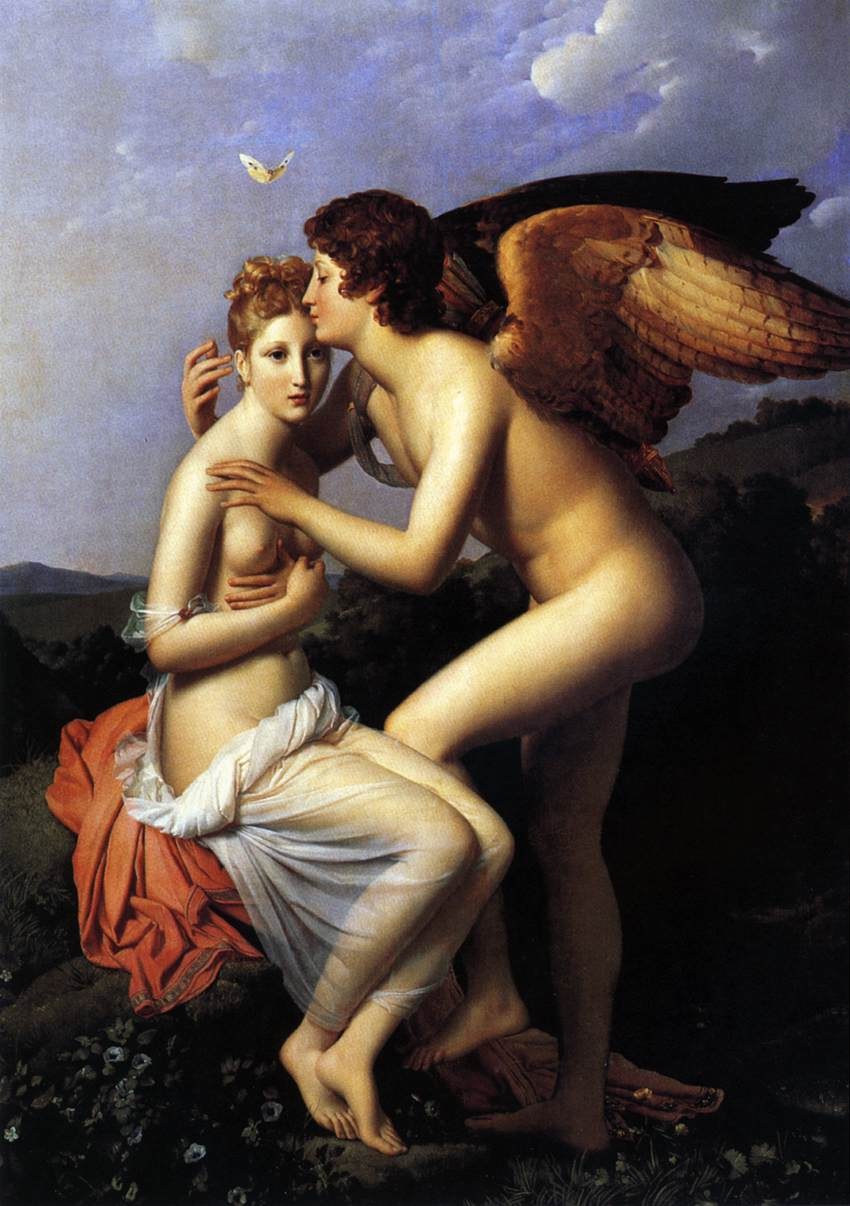
كيوبيد وسايكي
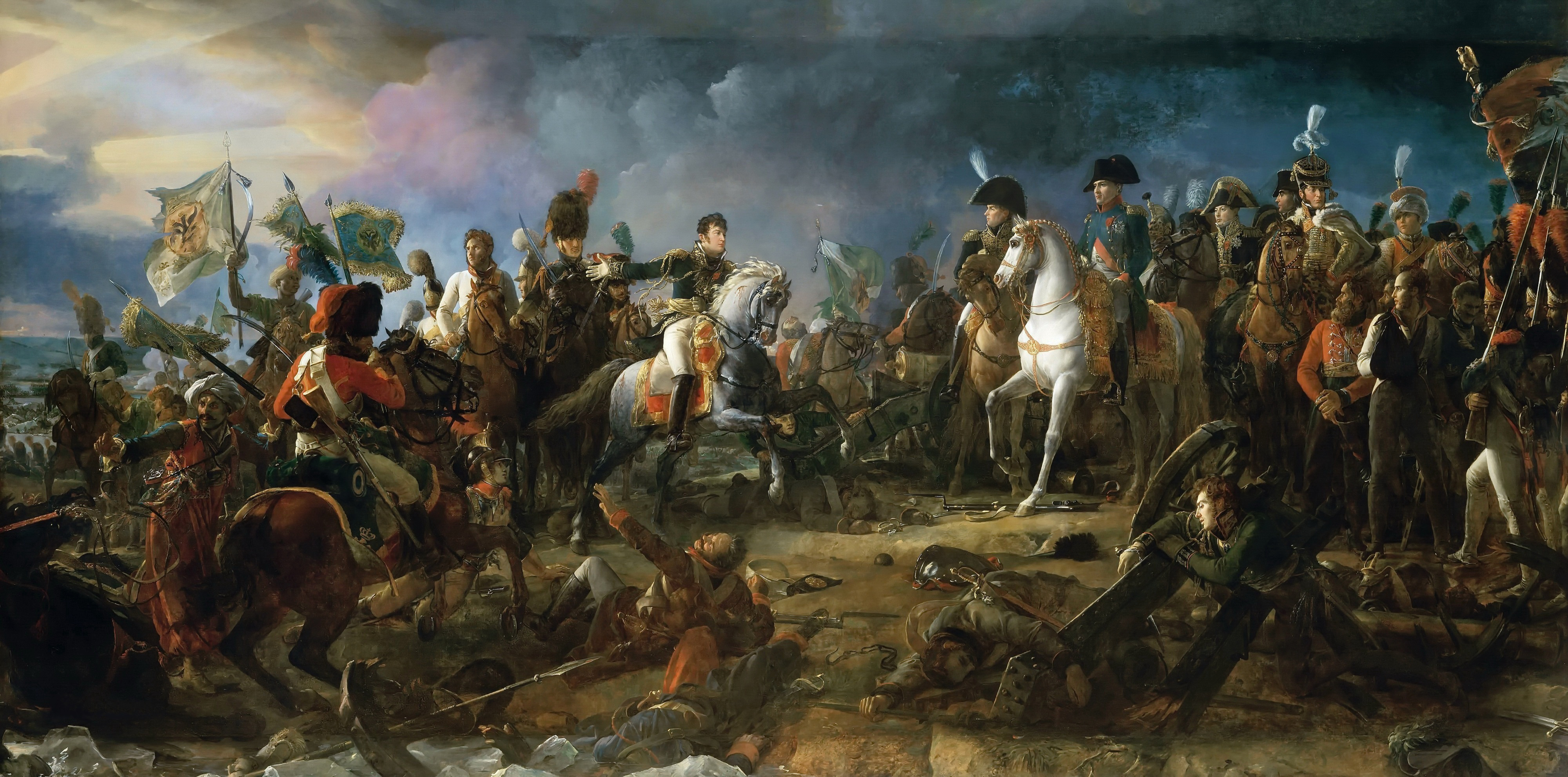
نابليون في معركة أوسترليتز
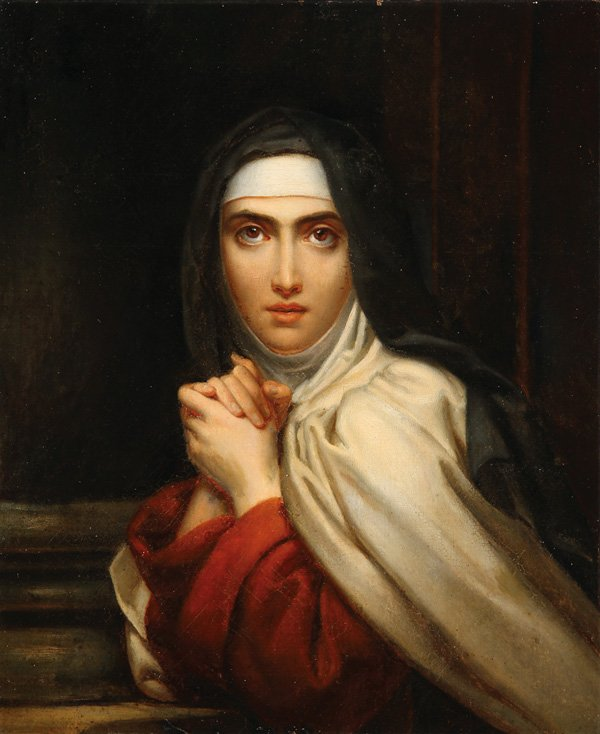
تريزا الآبلية

## روابط خارجية
- فرانسوا جيرار على موقع الموسوعة البريطانية (الإنجليزية)
- فرانسوا جيرار على موقع الموسوعة البريطانية (الإنجليزية)
- فرانسوا جيرار على موقع ميوزك برينز (الإنجليزية)